# Хлебосолов, Дмитрий Андреевич
Дми́трий Андре́евич Хлебосо́лов (бел. Дзмітрый Андрэевіч Хлебасолаў; род. 7 октября 1990, Брест) — белорусский футболист, нападающий.

## Карьера

### Клубная
Воспитанник бобруйской ДЮСШ. Первый тренер — Анатолий Иванович Каньков.
С начала 2006 года выступал за команду «Барановичи» второго дивизиона Беларуси, где главным тренером работал его отец Андрей Хлебосолов. В 59 играх забил 23 гола (чемпионат-2006 — 13 игр, 2 гола, чемпионат-2007 — 24 игры, 7 голов, чемпионат-2008 — 22 игры, 14 голов), плюс в пяти матчах Кубка Беларуси один гол. Игроком ранее интересовались БАТЭ и чешский «Баник», однако Дмитрий отклонил эти предложения.
В 2008 году отправился в московский «Спартак». Несмотря на то, что он не играл в основном составе команды, с точки зрения Дмитрия, он получил там незаменимый опыт. В молодёжном первенстве России сыграл 11 встреч и забил один гол. Такое небольшое количество игр в России объясняется тем, что за время выступлений в составе «красно-белых» Хлебосолов часто получал травмы и надолго выбывал из строя.
В 2011 году выступал в клубе «Нафтан» на правах аренды. В начале 2012 года вернулся в «Спартак». 14 августа был отдан в аренду клубу «Торпедо-БелАЗ» до конца сезона. 23 января 2013 года подписал полугодичный арендный контракт с дрезденским «Динамо» с правом выкупа.
28 июня досрочно расторг контракт со «Спартаком» и в качестве свободного агента подписал соглашение с клубом «Гомель» до конца сезона. Сначала играл в стартовом составе, позднее стал выходить только на замену. По окончании сезона покинул «Гомель».
9 февраля 2014 года перешёл в клуб «Белшина», где стал основным нападающим. По результатам сезона 2014 стал лучшим бомбардиром бобруйского клуба (10 голов). По окончании сезона в январе 2015 года покинул команду.
После ухода из «Белшины» находился на просмотре в российском клубе «Луч-Энергия». В результате в феврале 2015 года подписал контракт с микашевичским «Гранитом», который по результатам сезона 2014 вернулся в Высшую лигу. Чередовал выходы в стартовом составе и со скамейки запасных. В июле контракт с «Гранитом» был расторгнут. Вскоре нападающий стал игроком «Витебска». За половину сезона забил 4 гола в чемпионате, тем самым став лучшим бомбардиром клуба в сезоне.
В январе 2016 года прибыл на просмотр в «Белшину», однако клуб отказался подписать нападающего. В результате, в феврале Хлебосолов подписал соглашение с клубом третьего польского дивизиона «Висла».
В июле 2016 года покинул «Вислу», за которую почти не играл из-за травм, и в августе вернулся в «Барановичи». За барановичскую команду в Первой лиге во второй половине сезона 2016 провёл 4 матча и забил 3 гола. В начале 2017 года находился на просмотре в «Городее» и гродненском «Немане», позднее вернулся в «Барановичи». В марте 2017 года вновь отправился в «Неман» и в результате подписал с гродненцами контракт. В составе «Немана» выступал в основном за дубль, в главной команде редко появлялся на поле, обычно выходя на замену. По окончании сезона, в декабре 2017 года, стало известно, что Хлебосолов покидает Гродно.
В январе 2018 года отправился на просмотр в таджикский клуб «Истиклол», но не подошёл. Впоследствии присоединился к мозырской «Славии», с которой в марте подписал контракт. Помог мозырянам в сезоне 2018 одержать победу в Первой лиге, сам при этом в основном выходил на замену. По окончании контракта в декабре 2018 года покинул мозырский клуб.
Перед началом сезона 2019 года стал игроком клуба «Барановичи». В июне 2019 года расторг контракт с командой и присоединился к мальдивскому клубу «Юнайтед Виктори». В сентябре покинул клуб из Мальдив и вернулся в «Барановичи». Оставался в «Барановичах» и в сезоне 2020, когда команда выбыла во Вторую лигу, стал лучшим бомбардиром клуба в сезоне.
В марте 2021 года стало известно, что Хлебосолов завершил карьеру.

### В сборной
Выступал за молодёжную сборную Беларуси, 2-й бомбардир в её истории.